# Стефан Гомес
Стефан Гомес (фр. Stéphane Gomez, 2 серпня 1976) — французький плавець. Срібний медаліст Чемпіонату світу з водних видів спорту 2001 року на дистанції 25 км на відкритій воді.